# Barboși (okręg Vaslui)
Barboși – wieś w Rumunii, w okręgu Vaslui, w gminie Hoceni. W 2011 roku liczyła 712 mieszkańców.